# 白花菜
白花菜（学名：Cleome gynandra）为醉蝶花科醉蝶花属下的一个种。

## 扩展阅读
[在维基数据编辑]
 《欽定古今圖書集成·博物彙編·草木典·白花菜部》，出自陈梦雷《古今圖書集成》
 《植物名實圖考·白花菜》，出自吳其濬《植物名實圖考》